# Томаш Деєвський
Томаш Деєвський (пол. Tomasz Dejewski, нар. 22 квітня 1995, Грудзьондз, Польща) — польський футболіст, центральний захисник клубу «Лех» з Познані.

## Ігрова кар'єра
Томаш Деєвський народився у місті Грудзьондз. Грати у футбол починав у місцевому клубі «Олімпія». Пізніше перейшов до футбольної школи «Леха» з Познані, де й розпочав свою кар'єру на дорослому рівні. З 2013 року Деєвський був постійним гравцем основи дублювального складу «Леха». Але не маючи змоги пробитися до основної команди, 2016 року футболіст вирішив перейти до іншого клубу з Познані — «Варти». З якою виграв турнір Другої ліги та підвищився до Першої ліги чемпіонату Польщі.
2019 року Томаш Деєвський повернувся до складу «Леха».